# Björn Andrésen
Björn Johan Andrésen (født 26. januar 1955 i Stockholm) er en svensk skuespiller og musiker. Han er bedst kendt for sin rolle som Tadzio i Døden i Venedig (1971), der er instrueret af Luchino Visconti. Andre af hans filmroller inkluderer Den enfoldige morder (1982), Shelley (2016) og De vildfarne (2016), samt tv-serien Rederiet.

## Udvalgt filmografi
- En kærlighedshistorie (1970)
- Døden i Venedig (1971)
- Bluff stop (1977)
- Den enfoldige morder (1982)
- Græsenkemand (1982)
- Smuglerkongen (1985)
- Ærter og knurhår (1986)
- 1939 (1989)
- Lucifer Sensommer - gult og sort (1990)
- Agnes Cecilia (1991, ukrediteret)
- Rederiet (tv-serie, 1994)
- Belinder auktioner (tv-serie, 2003)
- Graven (tv-serie, 2004-2005)
- Wallander (tv-serie, 2010)
- Gentlemen & Gangsters (tv-serie, 2016)
- Shelley (2016)
- De vildfarne (2016)
- Springfloden (tv-serie, 2016-2018)
- Jordskott (tv-serie, 2017)
- Midsommar (2016)